# Caroline Trentini
Caroline Trentini (ur. 6 lipca 1987) – brazylijska modelka.
Trentini urodziła się w Panambi, Rio Grande do Sul w Brazylii. Jest najmłodszą córką Lourdes i Jacó Trentini, który zmarł, kiedy miała zaledwie rok. Ma dwie siostry: Franciele i Élen.
W wieku około 13 lat Caroline została odkryta na spacerze przez pośrednika odkrywcy Gisele Bündchen i wkrótce potem przeprowadziła się do São Paulo. Jej kariera modelki szybko nabrała rozpędu i Trentini przeprowadziła się do Nowego Jorku.
Pojawiła się na okładkach między innymi takich magazynów jak ELLE, Harper’s Bazaar i Vogue.
Chodziła po wybiegach takich projektantów jak Gucci Cruise, Óscar de la Renta, Anna Sui, Dolce & Gabbana, Animelier, Dsquared² i Mulberry. Ma za sobą również debiut w show Victoria’s Secret. Obecnie jest twarzą DKNY i Carlos Miele.
W maju 2007 pojawiła się na okładce amerykańskiego Vouge z Doutzen Kroes, Jessicą Stam, Raquel Zimmermann, Saszą Piwowarową, Agyness Deyn, Coco Rochą, Hilary Rhodą, Chanel Iman i Lily Donaldson.